# Баязит, Билал
Билал Баязит (нидерл. Bilal Bayazit; род. 8 апреля 1999, Амстердам) — нидерландский футболист турецкого происхождения, вратарь клуба «Кайсериспор».

## Клубная карьера
Баязит — воспитанник клубов «АВВ Зеебургия», «Аякс», АЗ и «Витесс». В 2018 году Билал дебютировал за дублирующий состав последних. В 2021 году Баязит перешёл в турецкий «Кайсериспор». 12 февраля 2022 года в матче против «Галатасарая» он дебютировал в турецкой Суперлиге. 